# Phil Charig
Phil Charig (Nueva York, Estados Unidos, 31 de agosto de 1902-ídem, 21 de julio de 1960) fue un compositor de canciones estadounidense, especialmente recordado por haber escrito la música para el musical Follow the Girls.
También fue nominado al premio Óscar a la mejor canción original por Merrily We Live, incluida en la banda sonora de la película homónima de 1938, premio que finalmente ganó la canción Thanks for the memory cantada por Bob Hope y Shirley Ross en la película The Big Broadcast of 1938.

## Premios y distinciones
Premios Óscar
| Año  | Categoría              | Canción           | Película        | Resultado |
| ---- | ---------------------- | ----------------- | --------------- | --------- |
| 1939 | Mejor canción original | «Merrily We Live» | Merrily We Live | Nominado  |